# Борецький Михайло
Д-р Михайло Борецький (нар. 1921, Львівська область — 1996, МекЛін, штат Вірджинія, США) — український вчений-економіст, професор економіки й бізнесу в Католицькому університеті у Вашингтоні, дійсний член УВАН, президент УВАН (1990—1992).
Середню освіту отримав у Львові, де почав політехнічні студії й продовжив їх у Ерлянгені (Німеччина). У Колумбійському університеті отримав звання доктора економіки. Понад 20 років у федеральному уряді США займався дослідженням світової економіки.
Нагороджений золотою медаллю за заслуги від уряду США.